# Вышкауцан, Фроим Абрамович
Фро́им (Ефре́м) Абра́мович Вышкауца́н (23 февраля 1915, Оргеев, Бессарабская губерния — 15 декабря 2000, Кишинёв) — молдавский и советский музыкальный педагог-методист, скрипач.

## Биография
В 1933—1940 годах учился в частной кишинёвской консерватории «Униря» (Unirea) по классу скрипки, в 1940 году стал студентом новообразованной Кишинёвской консерватории. В годы войны занялся дирижированием, учился на отделении симфонического дирижирования в эвакуированной в Ташкент Ленинградской консерватории, преподавал в музыкальной школе. После войны вернулся в Кишинёв и восстановился на третьем курсе дирижёрского факультета Кишинёвской консерватории, которую окончил в 1951 году.
С 1946 года преподавал в Кишинёвском музыкальном училище, руководил ансамблем скрипачей. Преподавал также скрипичное мастерство в средней специальной музыкальной школе имени Е. К. Коки и в Кишинёвском институте искусств имени Г. Музическу. Был председателем комиссии по поиску талантливых детей при Министерстве культуры Молдавской ССР. Среди учеников — М. Кодряну, Л. Няга, Б. Гольдбланк, Л. Коган, П. Ривилис, М. Зельцер.
Как скрипач на протяжении многих лет выступал в составе струнного трио с Лючией и Георгием Няга.
Е. А. Вышкауцан — автор «Хрестоматии для скрипки, виолончели и фортепиано для I—IV классов детских музыкальных школ» (Кишинёв: Лумина, 1977), нотных сборников «Пьесы для скрипки. С сопровождением фортепиано» (Кишинёв: Картя молдовеняскэ, 1975), «Молдавская скрипичная миниатюра. С сопровождением фортепиано» (Кишинёв: Литература артистикэ, 1980); написал ряд учебных пьес для скрипки. Нотные пособия Е. А. Вышкауцана входят в учебные программы российских специализированных музыкальных школ.
Выполнил ряд переложений для скрипки и фортепиано музыкальных произведений молдавских композиторов, среди которых особенной известностью пользовались переложения композиций Соломона Лобеля и Василия Загорского.

## Семья
Жена — музыкальный педагог, пианистка Лия Эммануиловна Оксинойт (1921—2003). Приёмная дочь (от первого брака жены) — пианистка и музыкальный педагог Ольга Кюн (Olga Kioun, род. 1943), с 1981 года профессор Государственного университета Параны (Куритиба, Бразилия).

## Публикации
- С. М. Лобель. Бэтута / Переложение для скрипки с фортепиано Ф. Вышкауцана. М.: Советский композитор, 1959.
- Сборник пьес для скрипки и фортепиано. Ч. 1: Для учащихся музыкальных школ: С предисл. Кишинёв: Картя молдовеняскэ, 1961. — 142, 52 с.
- С. М. Лобель. Концерт для скрипки с оркестром / Редакция партии скрипки Ф. Вышкауцана. Кишинёв: Картя молдовеняскэ, 1962. — 79, 27 с.
- Марциан Негря. Сельские впечатления / Транскрипция для скрипки Е. Вышкауцана. Кишинёв: Картя молдовеняскэ, 1967.
- Пьесы для скрипки: С сопровождением фортепиано / Сост. Е. Вышкауцан. Кишинёв: Картя молдовеняскэ, 1975. — 76 с.
- Хрестоматия для скрипки, виолончели и фортепиано: Для I—IV классов детской музыкальной школы: С предисл. и метод. поясн. / Сост. и авт. пьес, обраб. и перелож. для скрипки Е. А. Вышкауцан. Кишинёв: Лумина, 1977. — 87, 76, 16 с.
- Молдавская скрипичная миниатюра: С сопровождением фортепиано / Сост. Е. Вышкауцан. Кишинёв: Литература артистикэ, 1980. — 35 с.
- Хрестоматия для скрипки и фортепиано: Для 1—4 классов детской музыкальной школы / Сост. и авт. вступ. сл. Е. Вышкауцан. Кишинёв: Лумина, 1990. — 106 с.